# 810
810 كانت سنة بسيطة تبدأ يوم الثلاثاء حسب التقويم اليولياني.

## أحداث
- تأسيس مدينة براوناو آم إن وتقع حاليا في النمسا.

## مواليد
- بني موسى
- حنين بن إسحاق العبادي
- يعقوب الفسوي
- عباس بن فرناس
- 4 أغسطس - الإمام محمد بن إسماعيل البخاري. (توفي 870 م)

## وفيات
- أبو نواس